# Hyposidra nivitacta
Hyposidra nivitacta är en fjärilsart som beskrevs av W. Warren 1897. Hyposidra nivitacta ingår i släktet Hyposidra och familjen mätare. Inga underarter finns listade i Catalogue of Life.